# Maximilian Joseph Gritzner
Maximilian Joseph Gritzner (* 13. Oktober 1794 in Völkermarkt, Kärnten; † 27. August 1872 in Heidelberg) war ein österreichischer Verwaltungsjurist und Mitglied der Frankfurter Nationalversammlung.

## Leben
Gritzner studierte von 1819 bis 1822 Rechtswissenschaften an der Universität Wien, wo er 1819 dem Burschenschaftlichen Kreis Wien beitrat. Von 1822 bis 1825 studierte er an der Bergakademie Schemnitz. Von 1825 bis 1831 war er Honorarprofessor in Tirol, von 1826 bis 1828 in Laibach, 1828 bis 1829 in Eisenerz (Steiermark) und ab 1829 in Salzburg.
Während seiner Studienzeit und in den 1820er Jahren verkehrte Gritzner im Freundeskreis um Franz Schubert. Das Schlösschen Aumühle, nahe Schloss Atzenbrugg, war von 1822 bis 1833 im Besitz von Max Joseph Gritzner und dessen Ehefrau Josepha verw. Neuhold geb. Neuhauser (1798–1875). Sowohl in Atzenbrugg als auch in der Aumühle verkehrten die Schubertianer.
Von 1831 bis 1834 war Gritzner Aktuar und provisorischer Frohnkassier, danach Berggerichtssubstitut und Frohnkassier in Laibach und später Erster Assessor beim Oberbergamt und Berggericht in Klagenfurt. Von 1847 bis 1849 war Gritzner Hofsekretär beim Österreichischen Generalrechnungsdirektorium in Wien.
Gritzner war von 1848 bis 1849 Mitglied der Frankfurter Nationalversammlung für den Wahlbezirk Kärnten für die Fraktion Donnersberg. 1848 nahm er am Wiener Oktoberaufstand teil und wurde deswegen vorübergehend inhaftiert und von seinem Amt suspendiert. Im darauffolgenden Jahr flüchtete er über Frankreich nach North Carolina in den Vereinigten Staaten.
In den 1860er Jahren kehrte er mit seinem Sohn Max Carl Gritzner nach Europa zurück. In Durlach im Großherzogtum Baden gründeten sie die Maschinenfabrik Gritzner.